# Паракату (мікрорегіон)

Паракату на карті штату Мінас-Жерайс

Паракату (порт. Microrregião de Paracatu) — мікрорегіон у Бразилії, входить до штату Мінас-Жерайс. Складова частина мезорегіону Північний захід штату Мінас-Жерайс. Населення становить 210 480 осіб на 2006 рік. Займає площу 34 997,251 км². Густота населення — 6,0 ос./км².

## Склад мікрорегіону
До складу мікрорегіону включені такі муніципалітети:
1. Бразиландия-ди-Минас
2. Гуарда-Мор
3. Жуан-Пиньейру
4. Лагамар
5. Лагоа-Гранди
6. Паракату
7. Президенти-Олегариу
8. Сан-Гонсалу-ду-Абаэте
9. Варжан-ди-Минас
10. Вазанти

| Бразилія | Це незавершена стаття з географії Бразилії. Ви можете допомогти проєкту, виправивши або дописавши її. |